# 士兵的戲劇
《士兵的戲劇》（英語：A Soldier's Play）是一部美國劇作家查爾斯·富勒的戲劇作品，改編自赫尔曼·梅尔维尔的中篇小說《水手比利·巴德》。戲劇以種族隔離時代南方的一處美國陸軍基地為背景，講述了一個全黑人部隊對中士謀殺案的調查，透過一樁謀殺之謎來探討一些非裔美國人彼此之間複雜的憤怒和怨恨情緒。
該劇榮獲1982年普利策戲劇獎等榮譽。富勒也為1984年改編電影《大兵》編寫劇本。
2021年9月，有消息稱索尼影视电视有意將《士兵的戲劇》改編成有限劇集。大衛·亞倫·葛瑞主演（他也在2020年百老匯版主演），並擔任該劇的執行製片人。

## 外部連結
- 《士兵的戲劇》，互聯網百老匯資料庫